# Maçka Palas
Il Maçka Palas ("palazzo Maçka" in Italiano) è un edificio situato nel quartiere di Nişantaşı del distretto di Şişli a Istanbul, in Turchia. I suoi piani superiori sono adibiti ad hotel, mentre il piano terra ospita negozi.

## Storia
Il Maçka Palas fu commissionato nel 1922 da Vincenzo Caivano, un ricco commerciante italiano, su progetto dell'architetto italiano Giulio Mongeri, nella speranza di affittarlo al personale dell'ambasciata italiana situata proprio di fronte. Tuttavia, il suo progetto non si realizzò, a causa del trasferimento dell'ambasciata ad Ankara. Mongeri, rampollo di una famiglia italiana levantina emigrata a Istanbul nel 1849, fu influenzato nel progetto dai palazzi di Milano, dove si era diplomato all'Accademia di Brera. Il Maçka Palas, costruito da Mongeri, uno degli architetti pionieri dell'architettura definita Primo movimento architettonico nazionale, era composto da otto piani, compresa la parte utilizzata come terrazza all'epoca della costruzione, e conteneva 68 appartamenti e 10 botteghe.
La scrittrice Kerime Nadir e la sua famiglia risiedettero nel Maçka Palas per molti anni. Dal 5 novembre 1925 fino al giorno della sua morte, il poeta Abdülhak Hâmid Tarhan visse con la moglie Lüsyen Hanım come inquilino nell'appartamento numero 6 della quarta scala del Maçka Palas, e li' organizzò incontri letterari. Celâl Bayar, il terzo Presidente della Turchia, faceva spesso visita al figlio Turgut, che viveva al Maçka Palas quando era all'opposizione. Tra gli ospiti famosi del palazzo c'erano Turgay Şeren, scrittore sportivo soprannominato la Tigre di Berlino; Zeki Üngör, il compositore dell'inno nazionale; Sait Çelebi, il primo annunciatore sportivo turco; il principe Reşit Benayat; Tahir Erer, il ministro delle Finanze del Comitato Unione e Progresso e insegnante al liceo Galatasaray, e la famiglia inglese Warrington. Negli anni '40, l'appartamento di Safiye Erol, che aveva conseguito il dottorato in filosofia in Germania, era famoso per le sue riunioni del martedì.
Alla morte di Caivano, nel 1967, la proprietà del Maçka Palas passò al figlio Achille Caivano. Dal momento che Caivano non si interessò al palazzo come il padre, l'edificio iniziò a perdere il suo antico splendore, tanto che negozi cominciarono ad aprire ai piani inferiori. Tra questi, Necmi Rıza Çiçekçilik, İstasyon Sanatevi e il parrucchiere Cemal Şenelmas.
Lo storico Maçka Palas, che oggi fra l'altro ospita negozi Armani e Gucci, è stato trasformato in un boutique hotel di lusso nel 2008 da Doğuş Holding, che ha acquistato l'edificio nel 1994.